# 马尔 (西孟加拉邦)
马尔 (西孟加拉邦)（Mal），是印度西孟加拉邦杰尔拜古里县的一个城镇。总人口23212（2001年）。

## 人口
该地2001年总人口23212人，其中男性12111人，女性11101人；0—6岁人口2638人，其中男1324人，女1314人；识字率73.66%，其中男性为78.88%，女性为67.97%。